# Matt Letscher

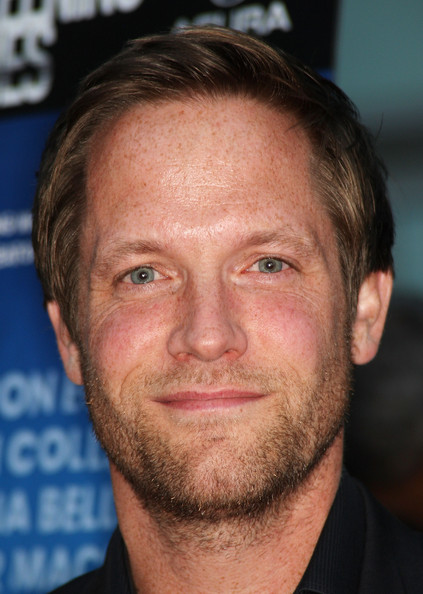
Matt Letscher, 2017

Matthew Letscher (* 26. Juni 1970 in Grosse Point, Michigan) ist ein US-amerikanischer Schauspieler.

## Leben
Matt Letscher studierte Theaterwissenschaften an der University of Michigan in Ann Arbor. 1993 spielte er in einer kleinen Nebenrolle in dem Kriegsfilm Gettysburg. Danach war er in verschiedenen Fernsehserien als Nebendarsteller zu sehen.
1998 spielte Letscher den Captain Harrison Love in  Die Maske des Zorro. 2003 verkörperte er in dem Kriegsfilm Gods and Generals in einer größeren Nebenrolle Adelbert Ames. 2004 übernahm Letscher in der Filmkomödie Straight-Jacket die Hauptrolle eines homosexuellen Schauspielers. Von 2004 bis 2005 spielte er außerdem den Charakter Eric Garrett in mehreren Episoden der Sitcom Joey. Auch in The New Adventures of Old Christine übernahm Letscher von 2006 bis 2007 eine wiederkehrende Rolle.
2008 war Letscher in der Dramaserie Eli Stone mit der Rolle des Nathan Stone als Teil der Hauptbesetzung in insgesamt 21 Episoden zu sehen. 2009 hatte er zudem Gastauftritte in den Serien Brothers & Sisters und Entourage. Von 2013 bis 2014 war er Teil des Hauptcasts in dem Sex-and-the-City-Ableger The Carrie Diaries, in welchem er den Part von Carrie Bradshaws Vater, Tom, übernahm. Ab 2015 verkörperte er in der DC-Serie The Flash in mehreren Episoden den Superschurken Eobard Thawne alias Reverse-Flash. Eine Rolle, welche er zudem 2016 in noch größerem Umfang in der Schwesterserie Legends of Tomorrow wiederholte.
Letscher ist verheiratet und Vater von zwei Kindern.

## Filmografie (Auswahl)
- 1993: Gettysburg
- 1994: Long Shadows (Fernsehfilm)
- 1994: Not This Part of the World
- 1995: The Golem
- 1995: Geraubte Unschuld (Stolen Innocence, Fernsehfilm)
- 1995–1997: Zwei Singles im Doppelbett (Almost Perfect, Fernsehserie, 34 Episoden)
- 1996: Sex Radio (Power 98)
- 1996: Beziehungskisten (Lovelife)
- 1998: Die Maske des Zorro (The Mask of Zorro)
- 2000: John John in the Sky
- 2001: Madison
- 2002: Super Sucker
- 2002–2004: Good Morning, Miami (Fernsehserie, 31 Episoden)
- 2003: Gods and Generals
- 2003: Identität (Identity)
- 2004: Straight-Jacket
- 2004–2005: Joey (Fernsehserie, 5 Episoden)
- 2005: Heart of the Beholder
- 2005: Criminal Minds (Fernsehserie, Episode 1x05)
- 2006–2007: The New Adventures of Old Christine (Fernsehserie, 5 Episoden)
- 2007: Unverblümt – Nichts ist privat (Towelhead)
- 2008–2009: Eli Stone (Fernsehserie, 19 Episoden)
- 2009–2010: Brothers & Sisters (Fernsehserie, 5 Episoden)
- 2010: Radio Free Albemuth
- 2010: Amish Grace (Fernsehfilm)
- 2012–2013: Scandal (Fernsehserie, 8 Episoden)
- 2013–2014: The Carrie Diaries (Fernsehserie, 26 Episoden)
- 2013: Devil’s Knot – Im Schatten der Wahrheit (Devil’s Knot)
- 2013: Her
- 2014: Boardwalk Empire (Fernsehserie, 4 Episoden)
- 2014–2015: Castle (Fernsehserie, 3 Episoden)
- 2015–2016, 2021–2023: The Flash (Fernsehserie, 9 Episoden)
- 2016: 13 Hours: The Secret Soldiers of Benghazi
- 2016–2017, 2022: Legends of Tomorrow (Fernsehserie, 13 Folgen)
- 2018: Narcos: Mexico (Fernsehserie)
- 2019: Countdown
- 2021: The Rookie (Fernsehserie, Episode 4x08)